# Edward Arber
Edward Arber (* 4. Dezember 1836 in London; † 23. November 1912) war ein englischer Gelehrter und Autor.

## Leben
Von 1854 bis 1878 arbeitete er als Angestellter bei der britischen Admiralität. Er heiratete 1869 und hatte zwei Söhne. Sein Sohn E. A. N. Arber war Professor für Paläobotanik an der University of Cambridge.

## Akademischer Lebenslauf
1858 begann er ein Studium am King’s College London. Von 1878 bis 1881 unterrichtete er englische Literatur und Sprache am University College London in der Abteilung von Prof. Henry Morley. In der Zeit von 1881 bis 1894 war er Professor für Englisch am Mason College in Birmingham, einem Vorläufer der University of Birmingham. Seit dem Jahr 1894 lebte er in London als emeritierter Professor und Fellow des King’s College London. Im Jahr 1905 wurde er von der University of Oxford mit einem Ehrendoktor ausgezeichnet.

## Werk
Arber hat bedeutende Beiträge zur englischen Literatur geleistet. Sein Name ist vor allem verbunden mit der Herausgabe preiswerter Neuauflagen klassischer englischer Literatur English Reprints (1868–1880). Zu den insgesamt dreißig Bänden dieser Serie gehört unter anderem Stephen Gossons School of Abuse, Roger Aschams Toxophilus, Tottel’s Miscellany, und Robert Nauntons Fragmenta Regalia. Später veröffentlichte er 16 Bände der English Scholar’s Library. Dazu gehörte eine Werkausgabe von Captain John Smith (1884), Gouverneur von Virginia und die Gedichte von Richard Barnfield (1882). In der Zeit von 1877 bis 1890 gab er unter dem Titel English Garner eine Sammlung von alten Gedichten und Traktaten in acht Bänden heraus. In den Jahren 1899 bis 1901 veröffentlichte er British Anthologies und im Jahr 1907 begann er die Herausgabe der Serie A Christian Library.
Von besonderer Bedeutung für die englische Literaturwissenschaft ist seine Ausgabe der Aufzeichnungen der Stationers’ Company: A Transcript of the Registers of the Stationers’ Company, 1553–1640 (1875–1894) und The Term Catalogues, 1668–1709/11.